# 吉爾鎮區 (堪薩斯州克萊縣)
吉爾鎮區（英語：Gill Township）為美國堪薩斯州克萊縣的鎮區。2010年美国人口普查中該鎮區人口有128人。

## 地理
吉爾鎮區涵蓋面積77.93平方（30.09平方英里），境內無城市設立。

### 墓園
根據美國地質調查局的資料，此鎮區擁有1座墓園：
- 聖約翰斯墓園（Saint Johns Cemetery）

## 人口統計
根據2010年美國人口普查，吉爾鎮區人口有128人，人口密度為1.64人/每平方公里。此鎮區居民之種族有98.44%為白人；0%為非裔美洲人；0.78%為美洲原住民；0%為亞洲人；0%為太平洋島民；0.78%為其他種族；另外有0%為混血種族。而西班牙裔或拉丁裔美洲人佔此鎮區人口的1.56%。

## 外部連結
- US-Counties.com
- City-Data.com[永久]